# TW1 (kanał telewizyjny)
TW1 (skrót od Tourismus und Wetter 1) – austriacki kanał o pogodzie, sporcie i turystyce, działający w latach 1997–2011, należący do austriackiego nadawcy telewizji publicznej, ORF. 

## Historia
TW1 wystartował w grudniu 1997. Był dostępny w przekazie cyfrowym, satelitarnym i w internecie, a przez pewien czas także w austriackiej telewizji naziemnej.
W skład programu TW1 wchodziły różnorodne programy głównie z Austrii, ale także z całej Europy. Były to m.in. wywiady z politykami, transmisje z debat politycznych, prognozy pogody dostarczane z kamer rozmieszczonych na terenie całego państwa, programy podróżnicze czy aktualne wiadomości turystyczne.
W maju 2000 na antenie TW1 pojawiły się programy sportowe. Należały do nich transmisje na żywo z widowisk sportowych a także różne magazyny sportowe. Programy te zostały w maju 2006 r. przeniesione na nowo powstały kanał ORF Sport Plus.
Logo TW1 tworzyły ciemnoniebieskie litery T i W oraz cyfra 1 (w litery i cyfrę wkomponowano żółte litery).
26 października 2011 stacja TW1 zakończyła działalność i została ona zastąpiona przez kulturalno-informacyjny kanał ORF III.